# Ewald Hilger
Ewald Hilger (* 13. Juni 1859 in Essen; † 20. August 1934 in Kötzschenbroda, heute Radebeul) war ein deutscher Bergbau-Ingenieur und Manager in der Montanindustrie, der als Vorsitzender der Fachgruppe Bergbau im Reichsverband der Deutschen Industrie wirkte. 1919 gehörte er der deutschen Delegation an, die den Friedensvertrag von Versailles entgegennahm.

## Leben
Ewald Hilger entstammte einer Unternehmerfamilie. Sein Vater Ewald Hilger (1833–1887) war Bergbau-, Stahl- und Brauereiunternehmer sowie Gewerke der nach ihm benannten Gewerkschaft Ewald. Hilger erhielt seine Schulbildung in Essen und Duisburg. Nach dem Abitur 1877 am Realprogymnasium Duisburg studierte er zunächst an der Universität Lausanne und der Kaiser-Wilhelms-Universität Straßburg. 1879 wurde er im Corps Palatia-Straßburg recipiert. Als Inaktiver wechselte er an die Technische Hochschule (Berlin-)Charlottenburg und die Universität Mons das Bergfach, legte am 30. Dezember 1882 das erste Staatsexamen ab und bestand nach dem Vorbereitungsdienst am 28. Juni 1887 das zweite Staatsexamen. Erste Anstellungen führten ihn als Berginspektor ins Saarrevier, nach Sulzbach und Friedrichsthal. Von April 1892 bis November 1893 war Hilger Herausgeber des bei der Bergwerksdirektion Saarbrücken erscheinenden Wochenblatts zur Unterhaltung und Belehrung für Bergleute Der Bergmannsfreund. Nach einer Beleidigungsklage musste der streitbare Gegner sozialdemokratischen Gedankenguts die Redaktion des Blatts abgeben. Es folgte eine Versetzung als Leiter der Berginspektion Grube Gerhard in Luisenthal.
1896 wurde Hilger als Bergrat zum Vorsitzenden der Zentralverwaltung Zabrze berufen und ihm damit die Leitung über die staatlichen Bergwerke in Oberschlesien übertragen. Ein Jahr später folgte seine Beförderung zum Oberbergrat. Hilger erhielt am 1. Oktober 1900 unter Verleihung des Titels Geheimer Bergrat seine Ernennung zum Leiter der Bergwerksdirektion Saarbrücken. Bereits während seiner Tätigkeit als Berginspektor hatte sich Hilger für den Gesundheits- und Arbeitsschutz der Bergleute eingesetzt, wobei er streng vaterländisch gesinnt war und sozialdemokratische Aktivitäten unterband. Während seiner Amtszeit konnte Hilger dem saarländischen Steinkohlenbergbau weitere positive Impulse geben. Der Absatz stieg, die Mannschaft konnte vergrößert werden und durch Lohnerhöhungen konnte auch das Lebensniveau der Bergleute verbessert werden. Damit konnte Hilger zugleich den Einfluss der Sozialdemokratie auf die saarländischen Bergleute gering halten; ihm eilte der Ruf eines „Saar-Bismarcks“ voraus.
Den 1904 erneut unternommenen Versuch zur Gründung eines Bergarbeiterverbands bekämpfte Hilger hartnäckig, aber erfolglos. Nachdem er durch den wegen des Besuchs einer Versammlung entlassenen Bergarbeiter Karl Krämer verklagt worden war und den Prozess verloren hatte, wurde ihm 1905 das Amt des Generaldirektors der Vereinigten Königs- und Laurahütte im Laurahütte angeboten; Hilger folgte dem Angebot und wechselte so erneut ins oberschlesische Bergrevier. Bis 1922 leitete er das größte Bergbau- und Hüttenunternehmen Oberschlesiens und ging nach der Übergabe des ostoberschlesischen Siemianowitz an Polen in den Ruhestand.
Hilger erwarb bereits etwa 1920 das Weingut Kynast in Zitzschewig, einem heutigen Stadtteil von Radebeul, auf dem er bis zu seinem Tod lebte und das auch heute noch beziehungsweise wieder durch Familienangehörige bewohnt wird.
Ewald Hilger gehörte dem Vorläufigen Reichswirtschaftsrat sowie mehreren Fachverbänden und Aufsichtsräten an. Er war einer der Gründer der Gesellschaft von Freunden der Technischen Hochschule Berlin-Charlottenburg, Vorsitzender der Knappschafts-Berufsgenossenschaft, und er leitete die Fachgruppe Bergbau im Reichsverband der Deutschen Industrie. Von 1919 bis 1933 war er Mitglied im Senat der Kaiser-Wilhelm-Gesellschaft.
Er war Verteidiger des traditionellen Herr-im-Haus-Standpunkts, gewerkschaftsfeindlich und Vertreter der reaktionären Gesellschaftspolitik.
Hilger war Angehöriger des Schleswig-Holsteinischen Ulanen-Regiments Nr. 15. Während des Ersten Weltkriegs war Hilger Kommandant des Korpshauptquartiers des XXI. Armee-Korps (Fritz von Below).

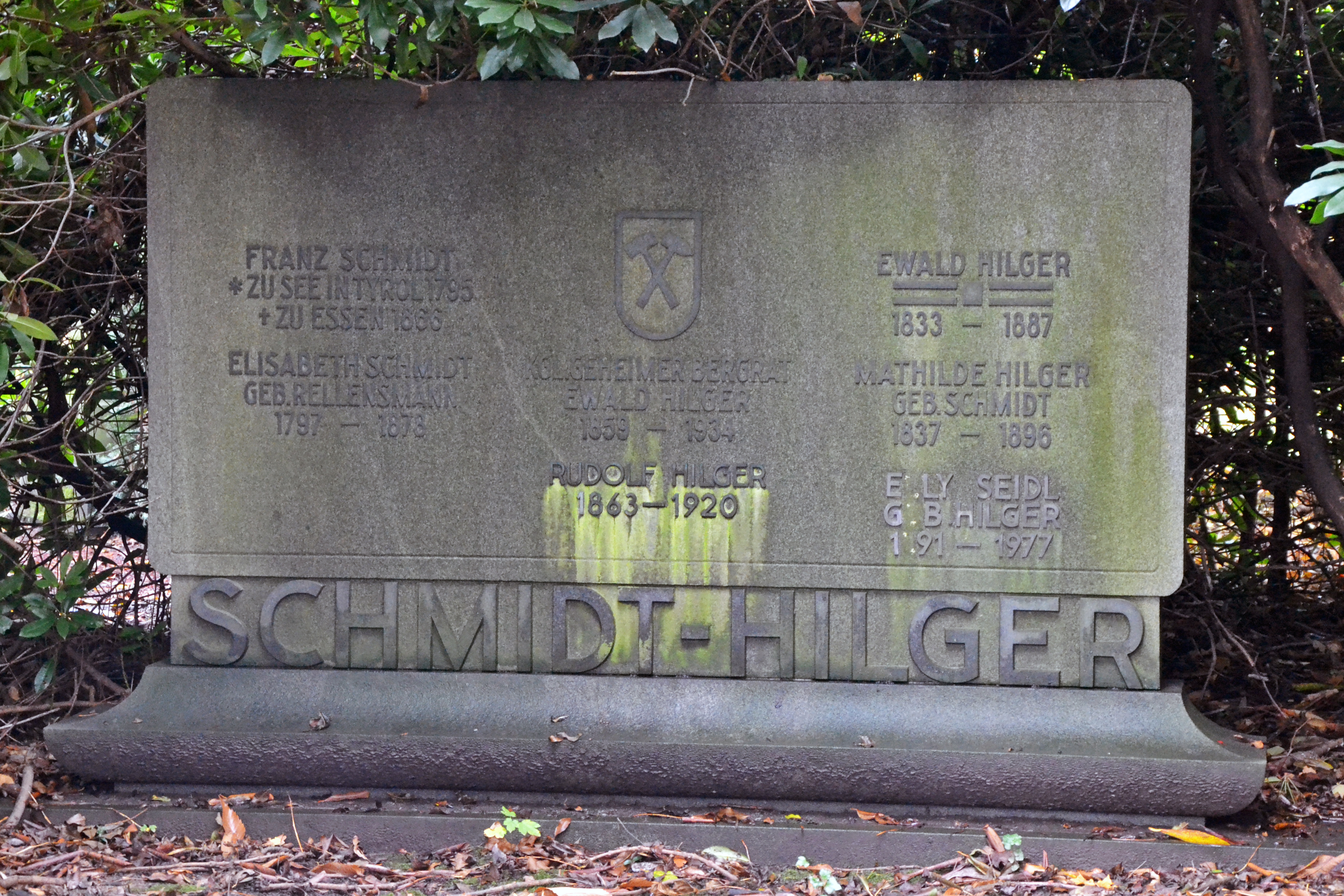
Grabmal auf dem Ostfriedhof in Essen

Ewald Hilger wurde auf dem Friedhof am Kettwiger Tor beigesetzt und nach dessen Schließung 1955 auf den Ostfriedhof Essen umgebettet.

## Auszeichnungen
- 1891: Landwehrdienstauszeichnung 2. Klasse
- 1897: Kaiser-Wilhelm-Gedächtnismedaille
- 1899: Landwehrdienstauszeichnung 1. Klasse
- 1900: Ehrenmitglied des Corps Palatia Straßburg
- 1900: Roter Adlerorden 4. Klasse
- 1900: Geheimer Bergrat
- 1902: Offizierskreuz des Oldenburgischen Haus- und Verdienstordens des Herzogs Peter Friedrich Ludwig
- 1902: Orden vom Doppelten Drachen Dritter Grad 1. Klasse
- 1903: Roter Adlerorden 3. Klasse mit der Schleife
- 1907: russischer St.-Annen-Orden 2. Klasse
- 1907: Eisernes Kreuz 2. Klasse
- 1918: Ehrenbürgerwürde von Laurahütte
- 1918: Verwundetenabzeichen in schwarz
- 1918: Verdienstkreuz für Kriegshilfe
- 1920: Ehrendoktorwürde (als Dr.-Ing. E. h.) der Technischen Hochschule Breslau
- 1920: Ehrenbürgerwürde der Technischen Hochschule zu Berlin
- 1921: Schlesisches Bewährungsabzeichen 2. und 1. Stufe
- 1929: Ehrensenator der Bergakademie Freiberg
- 1931: Ehrensenator der Technischen Hochschule zu Berlin